# Cláudio Roberto Sollito
Cláudio Roberto Sollito (São Paulo, 14 de dezembro de 1956), conhecido simplesmente como Solito, é um ex-futebolista brasileiro que atuava como goleiro.
Solito é irmão mais velho de Carlos Alberto Solito, o Solitinho, que também foi goleiro do Corinthians e foi seu substituto em algumas ocasiões.

## Carreira
De família corintiana, teve esse nome por uma homenagem de seus pais aos ídolos alvinegros Cláudio e Roberto Belangero, que integraram a equipe campeã paulista do IV Centenário em 1954.
Solito iniciou sua carreira nas categorias de base do Corinthians, onde chegou no dente-de-leite, em dezembro de 1969, aos 13 anos. Fez sua primeira partida entre os profissionais em 31 de julho de 1975, aos 18 anos, quando saiu do banco de reservas na derrota do Corinthians para o Santos por 2 a 0, no Morumbi, em partida válida pelo Campeonato Paulista. No jogo seguinte, estreou como titular em outro clássico, contra a Portuguesa, em um empate por 1 a 1.
Apesar da estreia, era terceira opção atrás dos ídolos Jairo e Tobias e, por isso, ficou um longo tempo sem vestir a camisa do Timão e emprestado a vários clubes. Em 1980, foi emprestado ao Náutico e no ano seguinte ao Taubaté.
Viveu sua melhor época na equipe alvinegra em 1982, quando ganhou a confiança do treinador Mário Travaglini e foi campeão paulista como titular do time, tendo como reserva seu irmão Solitinho.
No entanto, com a chegada de Leão, em 1983, Solito voltou para o banco de reservas e como suplente ajudou o Timão a conquistar o bicampeonato paulista.
Em 1984, com a venda de Leão para o Palmeiras, Solito voltou a ter esperanças de retornar ao time titular, mas o Corinthians trouxe Carlos, da Ponte Preta.
Depois de 172 jogos, deixou o Timão para defender o Paulista de Jundiaí, em 1986.
Também jogou pelo Ferroviário Atlético Ituano e Nacional, onde encerrou sua carreira, em 1989.
Após deixar os campos, tornou-se dono de uma confecção no bairro da Casa Verde, onde nasceu, na Zona Norte de São Paulo.

## Títulos
Corinthians
- Campeonato Paulista: 1979, 1982[10], 1983
- Copa das Nações: 1985